# Scott-Klasse
Die Scott-Klasse war eine Klasse von acht Zerstörern (Flottillenführern) der britischen Marine, die von 1918 bis 1945 in Dienst stand.

## Entwurfs- und Baugeschichte
Die acht ab 1916 und 1919 gebauten Flottillenführer des Admiralitäts-Entwurfs für die Zerstörer der V- und W-Klasse entstanden parallel zu den fünf bei Thornycroft nach einem Werftentwurf gebauten Flottillenführern der Shakespeare- Klasse. Ein äußeres Erkennungsmerkmal waren die beiden relativ dünnen, runden und gleich hohen Schornsteine gegenüber den seitlich abgeflachten und verschieden hohen Schornsteinen der Thornycroft-Bauten.
Die sechs bei Cammell Laird gebauten Boote wurden von Parsons-Turbinen angetrieben; die beiden bei Hawthorn Leslie gebauten Boote hatten etwas stärkere Brown-Curtis-Turbinen und waren etwa 0,5 kn schneller. Cammell Laird hatte im April 1916 den Auftrag für den Bau eines Prototyps erhalten, der in der Höchstgeschwindigkeit mit den Zerstörern der V- und W-Klasse mithalten sollte. Die Werft hatte die fünf vorangehenden Flottillenführer der Parker-Klasse 1916 gebaut, die viele Details britische Zerstörerbauten bis zum Zweiten Weltkrieg hatten, aber mit ihrer Antriebsanlage nur 34 Knoten erreichten, während die gleichzeitig gelieferten Zerstörer der R-Klasse 36 kn laufen konnten.

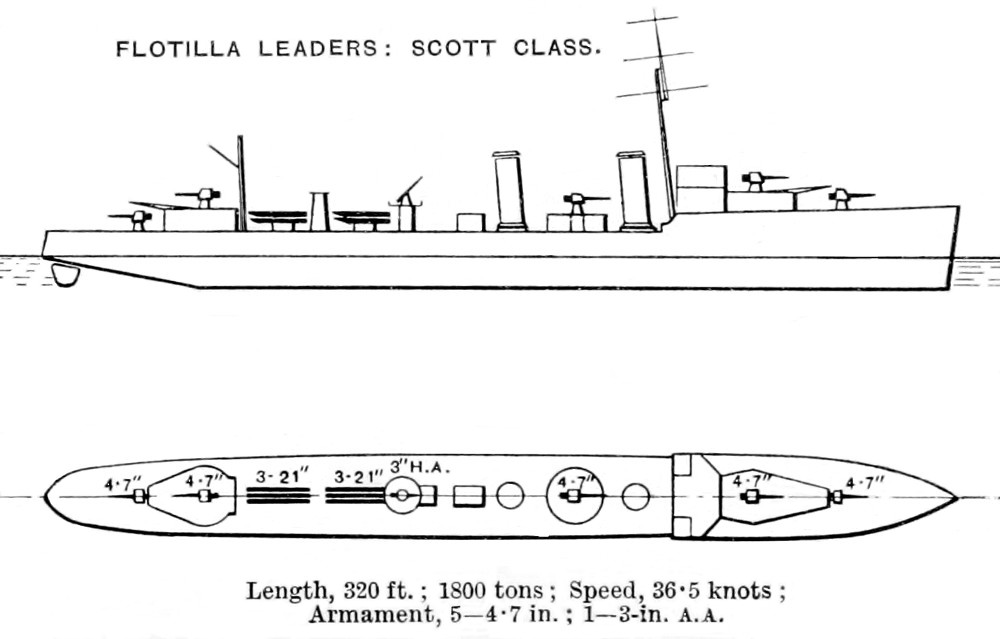
Risse der Scott-Klasse

In der Größe entsprach der neue Flottillenführer weitgehend der vorangehenden Klasse, hatte aber einen höheren Freibord wie das letzte Schiff der Parker´s. Gegenüber den normalen Zerstörern der V- und W-Klasse waren die Boote der Scott-Klasse 4 m länger und 1 m breiter und verfügten erstmals über fünf 12 cm-Kanonen (4.7"/45 (12 cm) BL Mk.I). Je zwei Kanonen  waren übereinander an den Schiffsenden aufgestellt, die fünfte Kanone war erhöht zwischen den Schornsteinen aufgestellt.  Dazu kamen eine 76 mm/L45 Flugabwehrkanone Mk.VIII und (ebenfalls erstmals) zwei 21 Zoll-Drillings-Torpedorohre hinter den Schornsteinen und vor dem hinteren Deckshaus mit den beiden hinteren, sich überschießenden Kanonen (die von Thornycroft gelieferte Shakespeare-Klasse war identisch bewaffnet).
Im April 1916 erhielt Cammell Laird den Auftrag für den Prototyp, Scott, der der neuen Klasse, der im Oktober 1917 vom Stapel lief und erst 1918 nach den ersten Booten der Shakespeare-Klasse in Dienst kam. Im Dezember 1916 wurden noch zwei weitere Boote (Bruce, Douglas) bestellt, die noch vor dem Kriegsende abgeliefert wurden.  Im April 1917 ergingen fünf weitere Bauaufträge, davon zwei an die Werft Hawthorn Leslie, die zuletzt als Flottillenführer die Marksman gebaut hatte. Diese fünf 1917 bestellten Boote wurden von den beiden Werften ab September 1918 abgeliefert. Als letztes Schiff der Klasse lieferte Cammell Laird im Dezember 1919 die HMS Malcolm.
Zwei noch im April 1918 erteilte Aufträge für zwei weitere Boote wurden schon im Dezember 1918 wegen des Kriegsendes wieder storniert.
Nach dem Muster der Scott-Klasse entstanden ab 1928 in Spanien 18 Zerstörer in drei Losen bis 1951, von denen die beiden ersten nach Fertigstellung an Argentinien abgegeben wurden.

## Einheiten
| Name     | Bauwerft                  | Kiellegung        | Stapellauf         | Indienststellung   | Verbleib |
| -------- | ------------------------- | ----------------- | ------------------ | ------------------ | --- |
| Scott    | Cammell Laird, Birkenhead | 16. Februar 1917  | 18. Oktober 1917   | 16. Januar 1918    | Der nach Sir Walter Scott benannte Prototyp Scott ging schon nach wenigen Monaten Dienst im Ersten Weltkrieg am 15. August 1918 10 sm vor der niederländischen Küste durch einen Minentreffer verloren. Ende Oktober 1918 verteilten sich die Flottillenführer der Scott-Klasse wie folgt: Die 21. Zerstörerflottille der Grand Fleet verfügte neben acht Zerstörern der M-Klasse über drei Flottillenführer: neben der HMS Botha der Faulknor-Klasse und dem Einzelschiff HMS Swift gehörte noch die HMS Douglas der Scott-Klasse zur Flottille. Außer 26 Zerstörern verfügte die 10. Zerstörerflottille der Harwich Force über vier Flottillenführer: neben den beiden schon im Dienst befindlichen Booten der Shakespeare-Klasse (HMS Shakespeare, HMS Spenser) waren es die HMS Bruce und die HMS Montrose der Scott-Klasse. Die vier weiteren Boote der Klasse waren noch nicht im Einsatz und die HMS Malcolm noch nicht einmal vom Stapel gelaufen. |
| Bruce    | Cammell Laird, Birkenhead | 12. Mai 1917      | 26. Februar 1918   | 30. Mai 1918       | Die Bruce war Mitte der 1920er Jahre Führerboot der 8. Zerstörerflottille in Port Edgar am Südufer des Firth of Forth, der Zerstörerbasis der Atlantic Fleet und kam dann zur Reserve. 1939 wurde die Bruce nur noch als Zielschiff genutzt und am 22. November 1939 in dieser Aufgabe nahe der Insel Wight im Kanal versenkt. |
| Douglas  | Cammell Laird, Birkenhead | 30. Juni 1917     | 8. Juni 1918       | 2. September 1918  | Februar 1945 außer Dienst, März 1945 zum Abbruch verkauft |
| Stuart   | Hawthorn Leslie, Hebburn  | 18. Oktober 1917  | 22. August 1918    | 21. Dezember 1918  | Am 1. Oktober 1933 an die RAN abgegeben, 27. April 1947 außer Dienst |
| Campbell | Cammell Laird, Birkenhead | 10. November 1917 | 21. September 1918 | 21. Dezember 1918  | August 1945 außer Dienst, Februar 1947 zum Abbruch verkauft |
| Mackay   | Cammell Laird, Birkenhead | 5. März 1918      | 21. Dezember 1918  | 19. Mai 1919       | August 1945 außer Dienst, Februar 1947 zum Abbruch verkauft |
| Montrose | Hawthorn Leslie, Hebburn  | 27. März 1918     | 10. Juni 1918      | 14. September 1918 | Juni 1944 schwer beschädigt, Juli 1945 zum Abbruch verkauft |
| Malcolm  | Cammell Laird, Birkenhead | 27. März 1918     | 29. Mai 1919       | 14. Dezember 1919  | Mai 1945 außer Dienst, Juli 1945 zum Abbruch verkauft |